# Army of Two: The Devil's Cartel
Army of Two: The Devil's Cartel è un videogioco sparatutto in terza persona di EA Games e come nel primo episodio la cooperazione è base portante del gameplay. I protagonisti del gioco sono due mercenari al servizio del candidato alla presidenza del Messico, Juan-Angelo Cordova.

## Trama
Ambientato in Messico, Alpha e Bravo, dopo essere stati reclutati in TWO (Tactical Worldwide Operations), si uniscono a Rios e Salem contro la minaccia del Cartello della droga locale, che da tempo ha il controllo della zona e per il quale Cordova rappresenta un grande problema, data la sua determinazione ad annientare tale organizzazione criminale, guidata da un certo Esteban Bautista. Dopo la prima missione dei nuovi protagonisti del gioco, in cui Rios perse una gamba e Salem apparentemente morì, Alpha e Bravo devono proteggere Cordova. Successivamente però la situazione precipita, culminando con la morte del deputato; a questo punto la missione dei due mercenari diventa eliminare il capo del Cartello, Bautista, e il suo braccio destro, un misterioso soldato con una maschera che ne giustifica il nome, "El Diablo". L'aiuto di una ragazza di nome Fiona è fondamentale per i due, che da lei possono ricevere informazioni importanti sul Cartello, sulla posizione di Bautista e sostegno tattico durante le varie missioni. Alla fine si scopre che il braccio destro di Bautista, El Diablo, in realtà non è che Salem, che sopravvissuto alla catastrofica missione e vedendosi abbandonato da tutti, Rios compreso, ha deciso di schierarsi con il Cartello. La missione finale di Alpha e Bravo è proprio quella di sconfiggere il loro ex capo, che alla fine viene  risparmiato e consegnato alle autorità messicane mentre Rios e i due membri del TWO tornano alla base operativa in elicottero.

## Doppiaggio
Di seguito è elencato il doppiaggio del videogioco.
| Personaggio  | Doppiatore italiano |
| ------------ | ------------------- |
| Alpha        | Francesco Mei       |
| Bravo        | Andrea Bolognini    |
| Amp          | Stefano Pozzi       |
| Fiona        | Jenny De Cesarei    |
| Tyson Rios   | Claudio Moneta      |
| Elliot Salem | Ruggero Andreozzi   |

## Armi

### Armi primarie
- M4: mitra
- AK-47: mitragliatrice.
- Fusion MC3: mitragliatrice.
- M-KAR+MIRINO olog: mitragliatrice munita di mirino.
- Saw: mitragliatrice pesante.
- Saw-scudo: mitragliatrice pesante con inglobato un piccolo scudo difensivo.
- MP-U45: mitragliatrice pesante.

### Armi secondarie
- LE-400: fucile a pompa.
- ASG Combat: fucile tattico a 8 colpi.
- DAG-X: fucile.
- M1: fucile.
- M1+ACDG: fucile munito di mirino.
- SWAT-LR 300: fucile di precisione.
- LONGSHOT R50: fucile di precisione.
- SVD: fucile di precisione.
- M32 MGL: lanciagranate.

### Armi ausiliarie
- P216: pistola a 19 colpi.
- M92: pistola a 15 colpi.
- Granata a frammentazione: bomba a mano.